# Saison 1970-1971 de la LIH
Saison précédente Saison suivante
La Saison 1970-1971 est la vingt-sixième saison de la ligue internationale de hockey.
Les Flags de Port Huron remportent la Coupe Turner en battant les Oak Leafs de Des Moines en série éliminatoire.

## Saison régulière
Les Blades de Toledo sont vendus avant le début de la saison régulière et deviennent les Hornets de Toledo. Les Checkers de Columbus suspendent pour leur part leurs activités pour cette saison.

### Classement de la saison régulière
Pour les significations des abréviations, voir Statistiques du hockey sur glace.
| Clt   | Équipe                  | PJ | V  | D  | N  | BP  | BC  | Pts |
| ----- | ----------------------- | -- | -- | -- | -- | --- | --- | --- |
| +001, | Mohawks de Muskegon     | 72 | 43 | 24 | 5  | 300 | 212 | 91  |
| +002, | Oak Leafs de Des Moines | 72 | 38 | 23 | 11 | 286 | 233 | 87  |
| +003, | Gems de Dayton          | 72 | 36 | 29 | 7  | 263 | 263 | 79  |
| +004, | Generals de Flint       | 72 | 33 | 32 | 7  | 247 | 224 | 73  |
| +005, | Komets de Fort Wayne    | 72 | 28 | 32 | 12 | 221 | 233 | 68  |
| +006, | Flags de Port Huron     | 72 | 25 | 36 | 11 | 248 | 292 | 61  |
| +007, | Hornets de Toledo       | 72 | 17 | 44 | 11 | 211 | 319 | 45  |

- Champion de la saison régulière
- Qualifié pour les séries éliminatoires

### Meilleurs pointeurs
| Joueur            | Équipe     | PJ | B  | A  | Pts | Pun |
| ----------------- | ---------- | -- | -- | -- | --- | --- |
| Darrel Knibbs     | Muskegon   | 68 | 37 | 56 | 93  | 21  |
| Hugh Harris       | Muskegon   | 63 | 39 | 47 | 86  | 86  |
| George Agar       | Flint      | 72 | 35 | 44 | 79  | 34  |
| Freeman Asmundson | Des Moines | 72 | 31 | 47 | 78  | 47  |
| Harold White      | Toledo     | 72 | 35 | 42 | 77  | 60  |
| Bob Munro         | Muskegon   | 64 | 32 | 43 | 75  | 22  |
| Ken Sutyla        | Des Moines | 64 | 31 | 42 | 73  | 18  |
| Barry Merrell     | Dayton     | 68 | 28 | 43 | 71  | 22  |
| Steve Sutherland  | Port Huron | 72 | 28 | 43 | 71  | 154 |
| Marty Reynolds    | Port Huron | 72 | 28 | 43 | 71  | 69  |

## Séries éliminatoires
Les six équipes qualifiés pour les séries éliminatoires s'affrontent en quart de finales au meilleur de sept rencontres. Par la suite les trois équipes sortant gagnant s'opposent lors d'un tournois de trois rencontres au terme duquel les deux meilleurs se font face pour la finale de la Coupe Turner.

### Quart de finales
| Clt   | Équipe              | PJ | V | D | BP | BC |
| ----- | ------------------- | -- | - | - | -- | -- |
| +001, | Mohawks de Muskegon | 6  | 2 | 4 | 18 | 20 |
| +006, | Flags de Port Huron | 6  | 4 | 2 | 20 | 18 |

| Clt   | Équipe                  | PJ | V | D | BP | BC |
| ----- | ----------------------- | -- | - | - | -- | -- |
| +002, | Oak Leafs de Des Moines | 5  | 4 | 1 | 27 | 16 |
| +005, | Komets de Fort Wayne    | 5  | 1 | 4 | 16 | 27 |

| Clt   | Équipe            | PJ | V | D | BP | BC |
| ----- | ----------------- | -- | - | - | -- | -- |
| +003, | Gems de Dayton    | 7  | 4 | 3 | 23 | 19 |
| +004, | Generals de Flint | 7  | 3 | 4 | 19 | 23 |

- Qualifié pour la demi-finale

### Demi-finales
| Clt   | Équipe                  | PJ | V | D | BP | BC |
| ----- | ----------------------- | -- | - | - | -- | -- |
| +002, | Oak Leafs de Des Moines | 3  | 2 | 1 | 12 | 9  |
| +003, | Gems de Dayton          | 3  | 1 | 2 | 12 | 14 |
| +006, | Flags de Port Huron     | 2  | 1 | 1 | 11 | 12 |

- Qualifié pour la finale

| Date     | Équipe à domicile       | Score | Équipe visiteuse        |
| -------- | ----------------------- | ----- | ----------------------- |
| 9 avril  | Oak Leafs de Des Moines | 4-2   | Gems de Dayton          |
| 10 avril | Flags de Port Huron     | 6-3   | Oak Leafs de Des Moines |
| 11 avril | Gems de Dayton          | 9-5   | Flags de Port Huron     |
| 13 avril | Oak Leafs de Des Moines | 5-1   | Gems de Dayton          |

Les Oak Leafs de Des Moines remportent la demi-finale 2 victoires à 1.

### Finale
La finale oppose les équipes ayant terminé un et deux lors de la demi-finale, soit les Oak Leafs de Des Moines et les Flags de Port Huron. Il s'affrontent alors dans une séries au meilleur de sept parties.
| Date     | Équipe à domicile       | Score | Équipe visiteuse        |
| -------- | ----------------------- | ----- | ----------------------- |
| 15 avril | Oak Leafs de Des Moines | 4-2   | Flags de Port Huron     |
| 17 avril | Oak Leafs de Des Moines | 1-3   | Flags de Port Huron     |
| 18 avril | Flags de Port Huron     | 3-6   | Oak Leafs de Des Moines |
| 20 avril | Flags de Port Huron     | 4-2   | Oak Leafs de Des Moines |
| 22 avril | Oak Leafs de Des Moines | 3-5   | Flags de Port Huron     |
| 24 avril | Flags de Port Huron     | 5-0   | Oak Leafs de Des Moines |

Les Flags de Port Huron remportent la série 4 victoires à 2.

### Effectifs de l'équipe championne
Voici l'effectif des Flags de Port Huron, champion de la Coupe Turner 1971:
- Entraîneur : Ted Garvin.
- Joueurs : Bob Brinkworth, Len Fontaine, Ray Germain, Don Grierson, Larry Klewchuk, Yvon Lambert, Bill LeCaine, Hank Lehvonen, Ron Marlow, Robert McCammon, Ted Ouimet, Dave Padzerski, Robert Pate, Gord Redden, Marty Reynolds, Steve Sutherland.

## Trophée remis
| Trophée               | Description                       | Vainqueur            |
| --------------------- | --------------------------------- | -------------------- |
| Coupe Turner          | Champion des séries éliminatoires | Flags de Port Huron. |
| Trophée Fred-A.-Huber | Champion de la saison régulière   | Mohawks de Muskegon. |

| Trophée                  | Description                                         | Vainqueur                                                  |
| ------------------------ | --------------------------------------------------- | ---------------------------------------------------------- |
| Trophée Leo-P.-Lamoureux | Meilleur pointeur                                   | Darrel Knibbs, Mohawks de Muskegon.                        |
| Trophée James-Gatschene  | Meilleur joueur                                     | Lyle Carter, Mohawks de Muskegon                           |
| Trophée Garry-F.-Longman | Meilleur joueur recrue                              | George Agar, Generals de Flint Herb Howdle Gems de Dayton. |
| Trophée des gouverneurs  | Meilleur défenseur                                  | Bob LePage, Oak Leafs de Des Moines.                       |
| Trophée James-Norris     | Gardien avec la plus faible moyenne de buts alloués | Lyle Carter, Mohawks de Muskegon.                          |